# Canal lacrimal

O sistema lacrimal a. glândula lacrimal b. ponto lacrimal superior c. canalículo superior d. saco lacrimal e. ponto lacrimal inferior f. canalículo inferior g. canal lácrimo-nasal

Canal lacrimal é a denominação dada ao ducto que conduz a lágrima das glândulas lacrimais até a superfície do olho.

## Significado clínico
A obstrução do ducto nasolacrimal pode ocorrer. A obstrução do saco lacrimal ou dacrioestenose pode ocorrer em recém-nascidos  por haver persistência da membrana que separa a via lacrimal da fossa nasal, mantendo o canal lacrimo-nasal sem comunicação com a fossa nasal, causando um “bloqueio”, com consequente acumulação de lágrimas. Contudo na grande maioria das vezes, perfura espontaneamente durante o primeiro mês de vida. A dacrioestenose é um problema de saúde que pode afectar um ou ambos os olhos. Nos recém nascidos é um problema benigno e auto-limitado, com as seguintes manifestações clínicas:
- Acumulação de lágrimas no canto do(s) olho(s);
- Lágrimas a escorrer pelo rosto;
- Muco ou secreções brancas e amareladas no(s) olho(s) – mais evidentes após períodos de sono;
- Vermelhidão da pele ao redor dos olhos, sobretudo no(s) canto(s) dos olho(s).
Este é um problema muito confundido com conjuntivite ou blefarite, mas ressalve-se que apesar da presença de secreções (mais ou menos espessas) a conjuntiva do olho está não inflamada/ branca.
O diagnóstico é clínico, não sendo necessário nenhum exame para a sua confirmação. 
As complicações são raras, sendo a mais comum a dacriocistite (infeção do saco lacrimal). O tratamento depende da idade da criança e da presença/ ausência de complicações dividindo-se em médico (através de massagem ocular) ou cirúrgico.
Pessoas com condições de olho seco podem ser adaptadas com tampões de ponto que vedam os dutos para limitar a quantidade de drenagem do fluido e reter a humidade.
Nos humanos, os ductos lacrimais nos machos tendem a ser maiores que os das fêmeas.